# František Getreuer
František Getreuer (18 dicembre 1906 – Dachau, 6 febbraio 1945) è stato un pallanuotista cecoslovacco, di origine ebraica, che ha partecipato ai Giochi di Amsterdam 1928.
Dal 1933, la sua ulteriore carriera sportiva fu influenzata dall'ascesa della Germania nazista e dalla loro discriminazione nei confronti della popolazione ebraica. Come membro di un club sportivo ebraico, boicottò i Campionati europei di nuoto del 1934 a Magdeburgo e le Olimpiadi di Berlino 1936.
Nel 1941, durante l'occupazione tedesca della Cecoslovacchia, fu deportato nel campo di concentramento di Terezín e nel 1944 nel campo di concentramento di Auschwitz. Morì nel campo di concentramento di Dachau all'inizio del febbraio 1945.